# سومانوس
سومانوس ((به لاتین: Summānus)) خدای رعد و برق شبانه (تندر) در دین رومی، در تقابل با ژوپیتر، خدای رعد و برق روزانه (نور روز) بود. ماهیت دقیق او حتی برای اووید نیز نامشخص بود.